# ورنویل
ورنویل (به فرانسوی: Vernéville) یک کمون در فرانسه است که در Canton of Ars-sur-Moselle واقع شده‌است.

## خصوصیات
ورنویل ۹٫۱۸ کیلومترمربع مساحت و ۶۱۷ نفر جمعیت دارد و ۳۲۰ متر بالاتر از سطح دریا واقع شده‌است.